# カチョカヴァッロ
カチョカヴァッロ（伊語： Caciocavallo ）は、イタリア発祥のチーズの種類の一つ。イタリア語で「カチョ」はチーズ、「カヴァッロ」は馬の意。モッツァレラチーズと同じように湯で練ることで整形し、紐で吊り下げ乾燥・熟成させてつくり、ヒョウタンのような形に仕上がる。その様子が、馬の鞍の左右に袋をぶら下げて運ぶのに似ているため、こう呼ばれる。

## 概要
元はナポリ県ソレント地方産であったが、現在では南イタリアの各地（アブルッツォ州、モリーゼ州、ラーツィオ州、シチリア州など）で生産されている。生の乳のまま殺菌しないパスタフィラータ硬質チーズで、原料は牛の全乳、塩、レンネットのみを使用する。色は白く、固くなめらかなチーズである。
DOP指定のカチョカヴァッロ・シラーノや、カチョカヴァッロ・シチリアーノ（ラグサーノ）、カチョカヴァッロ・ポドリコなどがある。燻製していない「ビアンカ」と、燻製している「アフミカータ」がある。これは調理法の違いであり、地域や生産場所に関係ない分類。
日本でも北海道や淡路島などで同種の製法のチーズが生産されている。ステーキのように焼く調理法もある。